# Châu Ô
Châu Ô (chữ Nho: 烏州, tiếng Chăm: Vuyar) là tên cũ của vùng đất từ đèo Lao Bảo đến lưu vực sông Thạch Hãn (hay là sông Quảng Trị) phía Nam tỉnh Quảng Trị. Châu Ô cùng với Châu Lý là vùng đất cũ của Vương quốc Chăm Pa (xem Châu Lý).
Năm 339, nhà Đông Tấn Trung Quốc suy yếu, vương quốc Chăm Pa, một nước mới thành lập ở phía Nam đèo Hải Vân, đem quân đánh chiếm vùng đất bộ Việt Thường. Vùng đất này trở thành biên địa phía Bắc của vương quốc Chăm Pa độc lập với cơ cấu 5 châu: Bố Chính, Địa Lý, Ma Linh, Ô và Lý (Rí). Thị xã Quảng Trị ngày nay thuộc địa phận châu Ô.
Năm 1306, vua Chăm Pa là Chế Mân sai sứ dâng chiếu cầu hôn công chúa Huyền Trân đến vua Trần Anh Tông của Đại Việt. Vua Trần bằng lòng gả công chúa Huyền Trân cho Chế Mân và nhận hai châu Ô và Lý mà Chế Mân đã dâng làm vật sính lễ. Nhà Trần đổi châu Ô làm Thuận Châu, và châu Lý làm Hoá Châu.